# Mansura (Egipte)
Mansura, al-Mansura o al-Mansurah (àrab: المنصورة, al-Manṣūra, literalment ‘la Victoriosa’) és una ciutat d'Egipte, capital de la governació d'Al-Daqahliyah, amb una població estimada de 480.494 habitants (2010). Està situada al banc oriental de la branca Damiata del Nil, a la regió del Delta, enfront de la ciutat de Talkha (a l'altre costat del riu) amb la qual forma una entitat metropolitana. És una ciutat comercial i agrícola; modernament s'ha descobert gas natural al subsòl. Destaquen el Museu Nacional, la Biblioteca Mubarak de Mansura (branca de la biblioteca nacional), el Palau Shinnawi (construït per Muhammad Bek al-Shinnawi, membre del partit Wafd, construït per un arquitecte italià el 1928); la Gran Mesquita d'as-Sàlih Ayyub, al carrer al-Sagha, que separa la ciutat vella de la moderna; la Universitat de Mansura, fundada el 1962 com a branca de la del Caire, avui separada, i el Mansura Stadium.

## Història

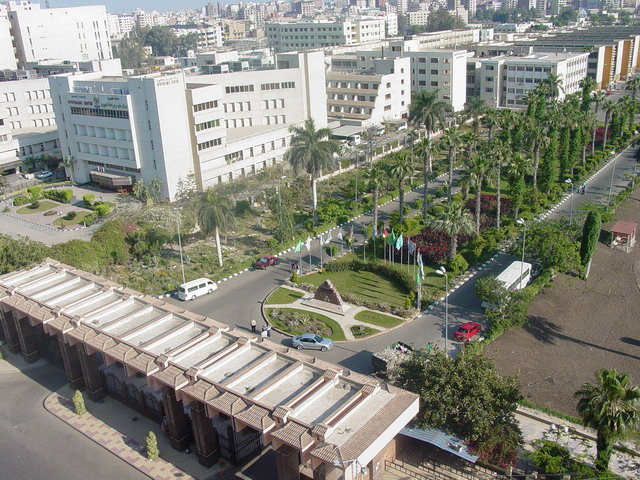
Universitat

Mansura fou fundada pel nebot de Saladí al-Màlik al-Kàmil Abu-l-Maali Nàssir-ad-Din Muhàmmad ibn al-Àdil el 1219 com a camp fortificat contra els croats que havien ocupat Damiata el mes d'octubre del mateix any. Estava situada a la confluència de dos braços del Nil, el Dimyat i el Ushmum Tannah, dominant els dos cursos d'aigua principals del delta oriental. L'estiu del 1221 a Mansura fou aturat l'avanç dels croats manats pel rei Joan de Brienne (rei de Jerusalem) i el cardenal llegat Pelagius: les terres foren inundades mitjançant el trencament de dics, i els francs, que tenien el campament a l'angle format pels dos braços del riu, van haver de capitular i comprar el dret a retirar-se a costa de renunciar a les seves conquestes a Egipte (27 d'agost de 1221).
Altre cop es van produir fets similars el 1249-1250: El juny de 1249 els croats van desembarcar a Damiata manats pel rei Sant Lluís (Lluís IX de França el Sant); el sultà egipci as-Sàlih Ayyub es va fixar a al-Mansurah, on es va posar malalt i va morir el 22 de novembre de 1249. La vídua Xàjar-ad-Durr va informar de la mort al cap de l'exèrcit, Fakhr ad-Din Yussuf ibn Shaykh al-Shuyukh, i a Tawashi Jamal al-Din Muhsin, cap dels eunucs que dirigien el palau, i davant de la situació que vivia el país es va decidir amagar la mort del sultà; el seu cos fou transportat en secret al castell de l'illa al-Rudah, al Nil. No s'havia dictat cap disposició per la successió i un alt dignatari, el cap dels mamelucs del difunt, Faris ad-Din Aktai, fou enviat a Hasankeyf (Hisn Kayfa) per cridar al tron al fill al-Muazzam Turanshah (Turan-Xah ibn as-Sàlih Ayyub). Abans de morir, Xàjar ad-Durr havia fet signar al sultà diversos papers en blanc que ara va utilitzar junt amb Fakhr al-Din per emetre decrets i donar ordes reials com si el sultà fos viu, doncs el poble i la major part dels oficials pensaven que el sultà estava malalt i no sabien que era mort; en un d'aquests decrets el sultà "malalt" ordenava als alts oficials, mamelucs i militars de fer jurament de fidelitat al seu fill i hereu Turan-Xah i a l'atabeg Fakhr ad-Din Yussuf. La notícia de la mort del sultà fou coneguda pels croats a Damiata, no se sap com. Això, i l'arribada de reforços dirigits per Alfons de Poitiers, germà del rei Lluís IX el Sant, els va encoratjar i van decidir avançar cap al Caire. Una força manada per Robert I d'Artois, germà del rei, va creuar el canal d'Ashmum (modern Albahr Alsaghir) i va atacar el campament egipci a Gideila a uns 3 km d'al-Mansurah (10 de febrer de 1250). Fakhr al-Din va morir en aquest sobtat atac dels croats, que llavors van avançar cap a al-Mansurah. Xàjar al-Durr i el mameluc Baibars van planejar la defensa de la ciutat, i quan els francs van entrar-hi, les seves forces van quedar atrapada dins la vila i després d'un intens combat de carrer, Robert d'Artois va resultar mort, quedant la força cristiana aniquilada per una força egípcia i la població de la ciutat, sota la direcció de tres mamelus: Bàybars al-Bundukdarí, Izz al-Din Àybak i Qalàwun al-Alfi. El febrer de 1250 arribava des de Hisn Kayfa el sultà al-Muazzam Turan-Xah i fou entronitzat com al-Malik Turan-Xah al-Salhiyah. No va tenir temps d'anar al Caire. Xàjar ad-Durr va considerar que havia arribat el relleu i va fer pública la mort del seu marit. Turan-Xah es va dirigir cap a al-Mansurah el 6 d'abril de 1250. Els croats van acabar totalment derrotats a la batalla de Fariskur i el rei Lluís IX fou fet presoner (7 d'abril) junt amb el seu germà, quedant confinat a la casa d'Ibrahim ibn Lukman, secretari del sultà, i sota la guàrdia de l'eunuc Sobih (la casa d'Ibn Lukman és avui dia l'únic museu de la ciutat, obert al públic i que mostra objectes utilitzats pel rei francès). Lluís IX fou alliberat el 7 de maig contra l'abandonament de Damiata. El dia 8 de maig els croats salpaven cap a Acre.
Ja sota els mamelucs, la ciutat formava part de la mudiriyya d'al-Dakahliyya (al-Daqahliyah), de la qual la capital era Ushmum Tannah (moderna Ushmum al-Rumman). El 1527 el governador otomà d'Egipte va transferir a la ciutat el tribunal provincial que fou declarada nova capital com encara és avui dia. El 1826 fou designada centre d'un kism o subdivisió (els kism foren anomenats markaz després del 1871), amb 60 pobles. Com a dipòsit de cotó del delta va conèixer un fort increment demogràfic el segle xx, passant de 27.000 habitant el 1900 a 218.000 el 1970.
El 14 d'octubre de 1973 es va lliurar la batalla aèria de Mansura durant la guerra del Yom Kippur, quan la força aèria israeliana que atacava les bases egípcies fou interceptada per avions del país. Tot i que el nombre d'avions israelians eren més nombrosos (uns 160), van patir fortes pèrdues (18 aparells) i al cap de 53 minuts es van retirar; els egipcis van perdre només sis aparells. En record de la batalla el dia 14 d'octubre fou declarat dia de la Força Aèria que abans era el 2 de novembre.

## Personatges il·lustres
- Tauadros II (1952), papa copte